# Bar Hill
Bar Hill è un villaggio e parrocchia civile dell'Inghilterra, appartenente alla contea del Cambridgeshire.